# Uilliam Buidhe mac Donnchadha Muimhnigh
 Uilliam Buidhe mac Donnchadha Muimhnigh Ó Cellaigh (mort en 1381),  est le 13e roi d'Uí Maine issu de la lignée des Ó Ceallaigh (anglicisé en  O' Kellys)  il accède au trône vers 1349 et règne jusqu'à sa mort.

## Contexte
Uilliam Buidhe mac Donnchadha  est le fils de 3e fils de Donnchad Muimnech mac Conchobair, il accède au trône après la querelle lors de la succession de son oncle  Domnall mac Conchobair entre ses fils et la tentative de s'imposer de son frère aîné Áed mac Donnchada Muimnig vers 1322-1325.
Il est célébré pour son hospitalité dans l'obiit de sa mort dans les Annales des quatre maîtres et les  Annales de Clonmacnoise pour avoir réuni lors des fêtes de noël 1351une grande assemblée des savants et de  poètes d'Irlande autour de Ó Dubhaghain son historien de cour 

## Postérité et succession
Uilliam Buidhe meurt très âgé et après avoir fait pénitence et laisse comme successeur son  fils 
- Maolsheachlainn mac Uilliam Buidhe 14e roi d'Uí Maine de 1381 à 1402.

## Source
- (en) T.W Moody, F.X. Martin et F.J. Byrne, A New History of Ireland IX Maps, Genealogies, Lists. A companion to Irish History part II, Oxford, Oxford University Press, 2011, 690 p. (ISBN 978-0-19-959306-4).